# Amegilla grandiceps
Amegilla grandiceps is een vliesvleugelig insect uit de familie bijen en hommels (Apidae). De wetenschappelijke naam van de soort werd voor het eerst geldig gepubliceerd in 1905 door Heinrich Friese.